# مقر الحماية الفرنسية (الرباط)
مقر الحماية الفرنسية (بالفرنسية: résidence générale)‏ مبنى تاريخي في الرباط، المغرب، كان مقر المقيم العام في الحماية الفرنسية بالمغرب منذ اكتمالها عام 1924 حتى نهاية الحماية عام 1956.
بعد استقلال المغرب، أصبحت الممتلكات ديونًا على السفارة الفرنسية، ونقلت ملكيتها إلى السلطات المغربية في الثمانينيات وخصصت لوزارة الداخلية المغربية.

## خلفية
كان قصر المنبهي في فاس أول مقر للمقيم العام بعد التوقيع على معاهدة فاس في نفس المبنى في 30 مارس 1912، وفي وقت لاحق في عام 1912، انتقل المنزل إلى المجمع الفخم الذي تم تشكيله في فاس من قبل دار البطحاء ودار البيضاء [الإنجليزية]، وبقي في دار البيضاء حتى عام 1915 عندما أصبحت دار البطحاء متحف، وضعت خطط لإنشاء مؤسسة دائمة في الرباط، حيث قرر أول مقيم عام هوبير ليوتي الانتقال الى العاصمة في سبتمبر 1912.

## الإقامة العامة للمحمية
اختار ليوتي موقع التلة المعروف باسم "أشجار التين الثلاثة" لمقر إقامته، حيث يطل على موقع شالة القديم الذي يقع مباشرة إلى الجنوب عبر سور الموحدين القديم، ويطل على وسط مدينة الرباط وسلا من الشمال، تقول المعتقدات الاستعمارية أن ليوتي اختار الموقع في عام 1912، في بداية المحمية الفرنسية، من خلال ربط حصانه بشجرة زيتون قديمة في الموقع. يهيمن على الأراضي التي خصصت لاحقًا للخدمات الإدارية المركزية للمحمية، والتي أصبحت الآن الحي الحكومي بالرباط (بالفرنسية: Quartier des Ministères)‏، وإلى الغرب القصر الملكي لدار المخزن.
تم استضافة المسكن في البداية في هياكل مؤقتة في الموقع، وتأخر البناء بسبب الحرب العالمية الأولى. صمم المجمع في عام 1916 من قبل المهندس المعماري الفرنسي ألبرت لابراد، الذي أقام في المغرب من عام 1917 إلى عام 1919، بمساعدة من أدريان لافورج، تحت إشراف إدارة المحمية للهندسة المعمارية والتصميم الحضري ورئيسها هنري بروست، أفتتح في أوائل أبريل 1922 من قبل الرئيس الفرنسي ألكسندر ميلران، واكتمل في عام 1924. يمزج التصميم بين مفاهيم التصميم الحديثة والمراجع الفرنسية مع الهندسة المعمارية المغاربية المستوحاة جزئياً من جنة العريق في غرناطة ونسخة من النافورة في فندق النجارين في فاس.